# Посторонко, Иван Григорьевич
Иван Григорьевич Посторонко (укр. Іван Григорович Посторонко; род. 14 ноября 1929, Субботцы, Зиновьевский округ) — советский украинский государственный и партийный деятель. Первый секретарь Ивано-Франковского обкома КП Украины (1985—1990). Кандидат в члены ЦК КП Украины (1985—1990). Народный депутат Верховного Совета СССР (1989—1991).

## Биография
Родился 14 ноября 1929 в селе Субботцы.
Трудовую деятельность начал в 1945 году стажером шофера Кировоградской районной электростанции. С 1946 по 1950 год — ученик Кировоградского техникума сельскохозяйственного машиностроения.
В 1955 году окончил Днепропетровский горный институт.
В 1955—1959 годах — механик шахты; начальник электростанции; заместитель начальника, начальник производственно-планового и производственно-технического отделов Солотвинского солерудника Закарпатской области.
Член КПСС с 1959 года.
В 1959—1962 г. — начальник горнорудного отдела управления нефтяной и химической промышленности, главный инженер управления промышленных строительных материалов Станиславского совнархоза.
В 1962—1965 г. — заместитель секретаря Калушского промышленно-производственного партийного комитета КПУ Ивано-Франковской области.
В 1965—1979 г. — 2-й секретарь, 1-й секретарь Калушского районного комитета КПУ; 1-й секретарь Калушского городского комитета КПУ Ивано-Франковской области. Окончил заочную Высшую партийную школу при ЦК КПСС.
В октябре 1979 — июне 1983 г. — 1-й секретарь Коломыйского городского комитета КПУ Ивано-Франковской области.
В июне 1983 — декабре 1985 г. — секретарь Ивано-Франковского областного комитета КПУ.
В декабре 1985 — 9 февраля 1990 г. — 1-й секретарь Ивано-Франковского областного комитета КПУ.
С 1990 года — персональный пенсионер, проживал в городе Киеве.

## Награды
- два ордена Трудового Красного Знамени
- орден «Знак Почета»
- медали